# Mariano Castellani
Mariano Castellani (Quinto di Valpantena, 23 marzo 1903 – ...) è stato un calciatore italiano, di ruolo difensore.

## Carriera
Ha giocato in due diversi periodi nell'Hellas Verona, per un totale di 5 partite disputate in massima serie; chiude poi la carriera nelle serie minori emiliane nel Fragd Castelmassa.